# Valeria von Limoges

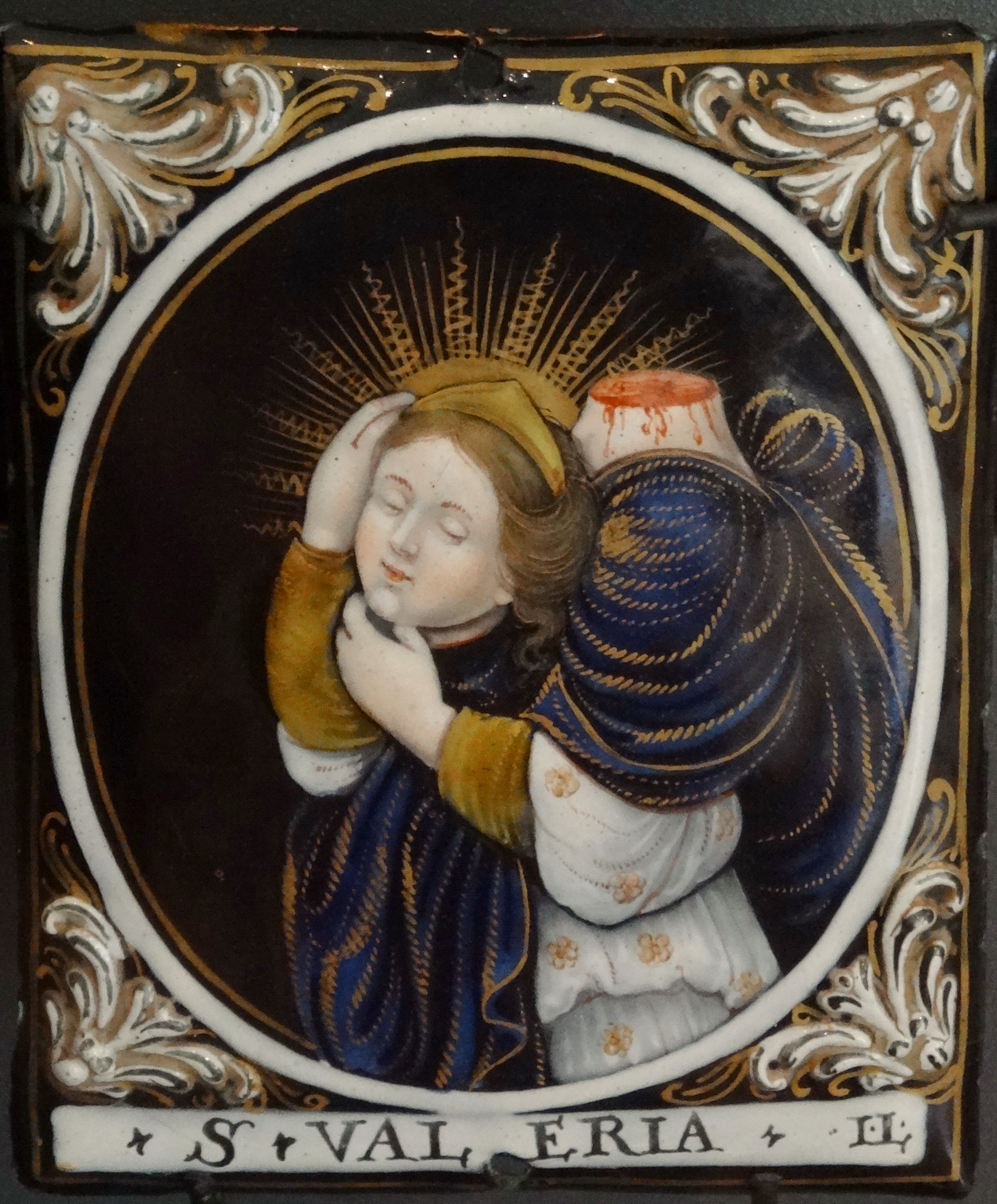
Valeria von Limoges (um 1700)

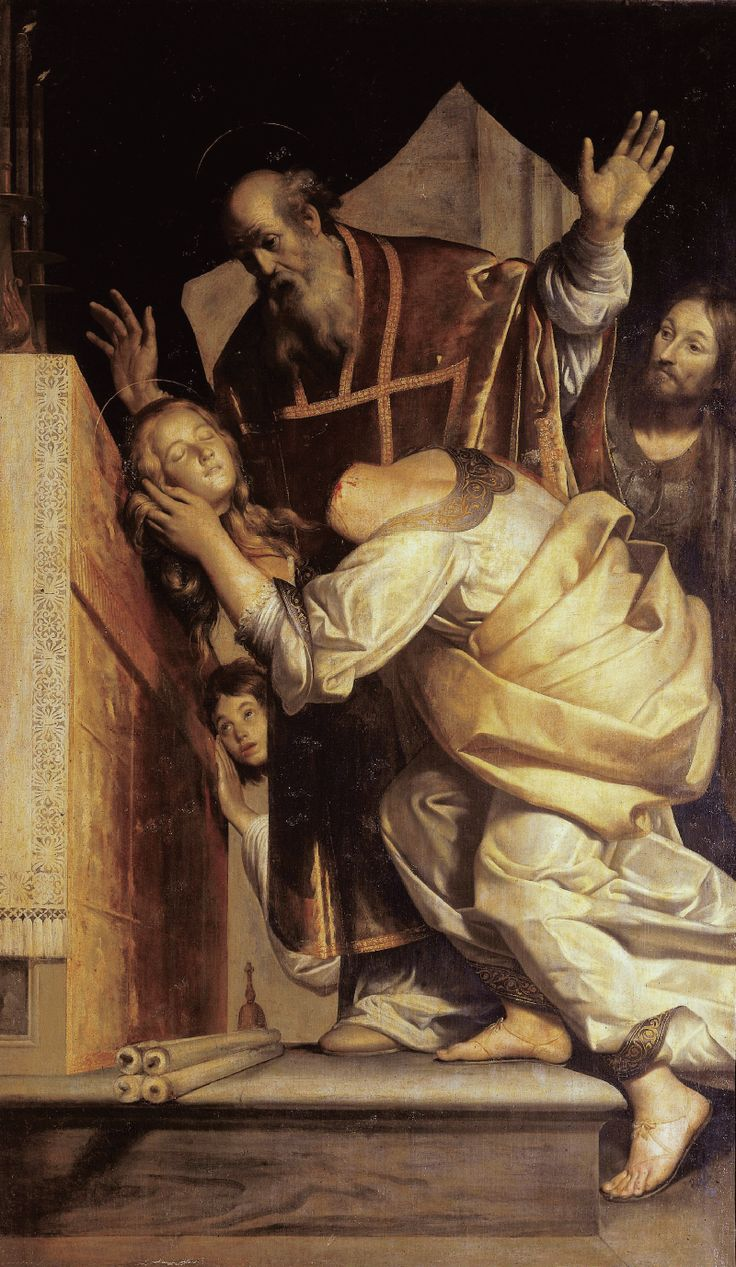
Giovanni Antonio Galli – Wunder der Valeria von Limoges (um 1630)

Valeria von Limoges ist eine eher legendäre frühchristliche Heilige der römisch-katholischen Kirche; sie gehört zur Gruppe der Cephalophoren („Kopfträger“). Ihr Gedenktag ist der 9. Dezember.

## Vita
Valeria war angeblich die Tochter des römischen Gouverneurs von Limoges. Sie sollte einen hochrangigen Beamten heiraten, doch weigerte sie sich, da dieser ein Heide war. Daraufhin befahl dieser die Enthauptung seiner Verlobten. Valeria hob ihren auf dem Boden liegenden Kopf auf und ging zu einem Platz, an dem der hl. Martial gerade eine Messe las. Nach ihrem Tod nahm ihr Verlobter den christlichen Glauben an und nannte sich fortan Stephan (Étienne).

## Verehrung
Die Sarkophage Valerias und Martials lagen nebeneinander in der Krypta der Abtei Saint-Martial in Limoges. Um das Jahr 985 transferierten Mönche die Reliquien Valerias nach Chambon-sur-Voueize (Translation), wo sie der Heiligen zu Ehren ein Kloster gründeten. Nur Teile der Reliquien verblieben in Limoges und werden dort heute in der Kirche Saint-Michel-des-Lions aufbewahrt. Alle sieben Jahre werden die Gebeine der Heiligen der Stadt während einer seit dem Jahr 994 nachgewiesenen Prozession (Ostensions limousines) durch das Stadtzentrum getragen.

## Darstellung
Mittelalterliche Bildnisse der hl. Valeria sind nicht bekannt. Auf neuzeitlichen Darstellungen wird sie zumeist als Kopfträgerin gezeigt.